# Hyalomyzus sensoriatus
Hyalomyzus sensoriatus är en insektsart som först beskrevs av Mason, P.W. 1940.  Hyalomyzus sensoriatus ingår i släktet Hyalomyzus och familjen långrörsbladlöss. Inga underarter finns listade i Catalogue of Life.